# Jean-Achille Benouville

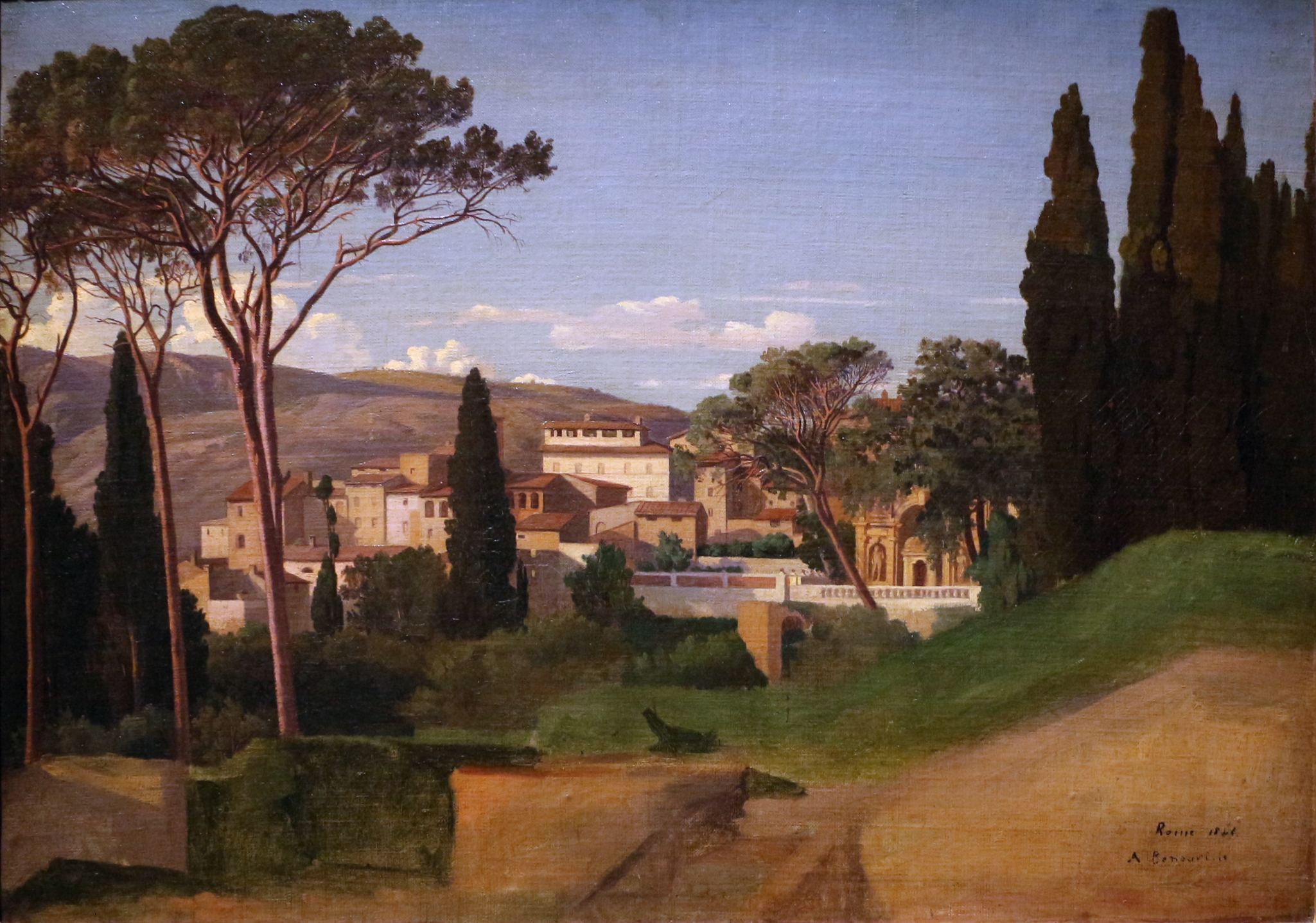
Widok rzymskiej willi, (1844) Musée d’Orsay.

Jean-Achille Benouville (ur. 15 lipca 1815 w Paryżu, zm. 8 lutego 1891 tamże) – francuski malarz pejzażysta.
Studiował w Paryżu u François Picota i Léona Cognieta w Académie des Beaux-Arts. W 1845 otrzymał Prix de Rome i wyjechał na stypendium do Rzymu. Od 1834 roku regularnie prezentował swoje prace w paryskim Salonie. Większą część życia spędził we Włoszech, malując niemal wyłącznie włoskie krajobrazy.
Jego brat François-Léon Bénouville (1821–1859) był znanym malarzem historycznym, natomiast syn Pierre-Louis-Alfred Benouville (1842-1889) został cenionym architektem.

## Galeria

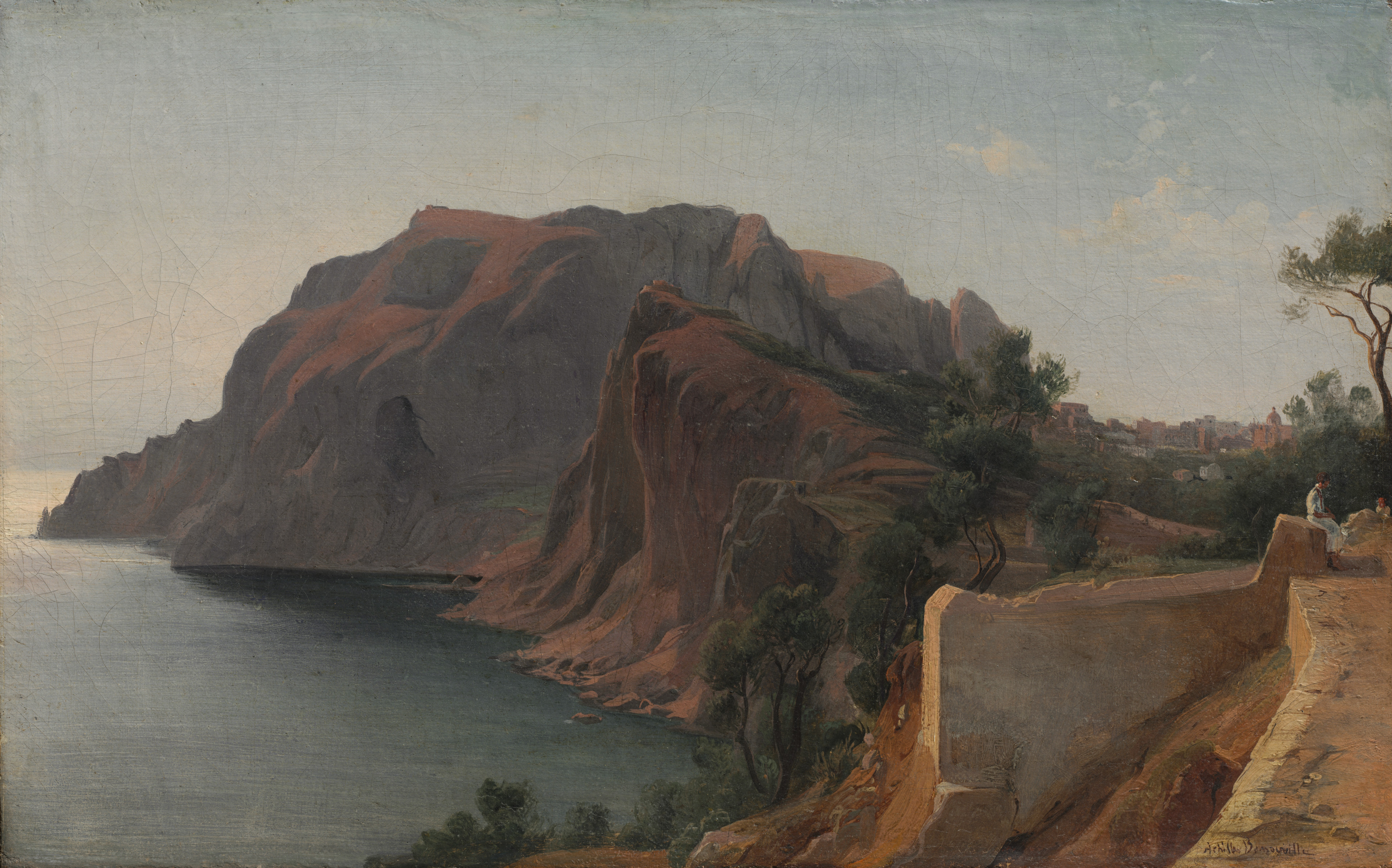
Capri
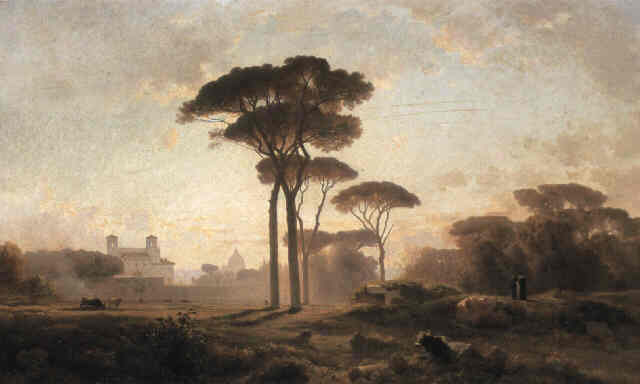
Villa Medici, Rzym
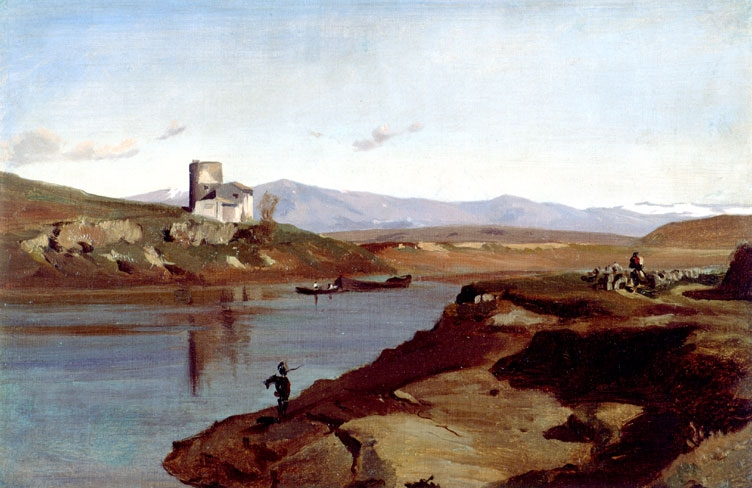
Włoski krajobraz
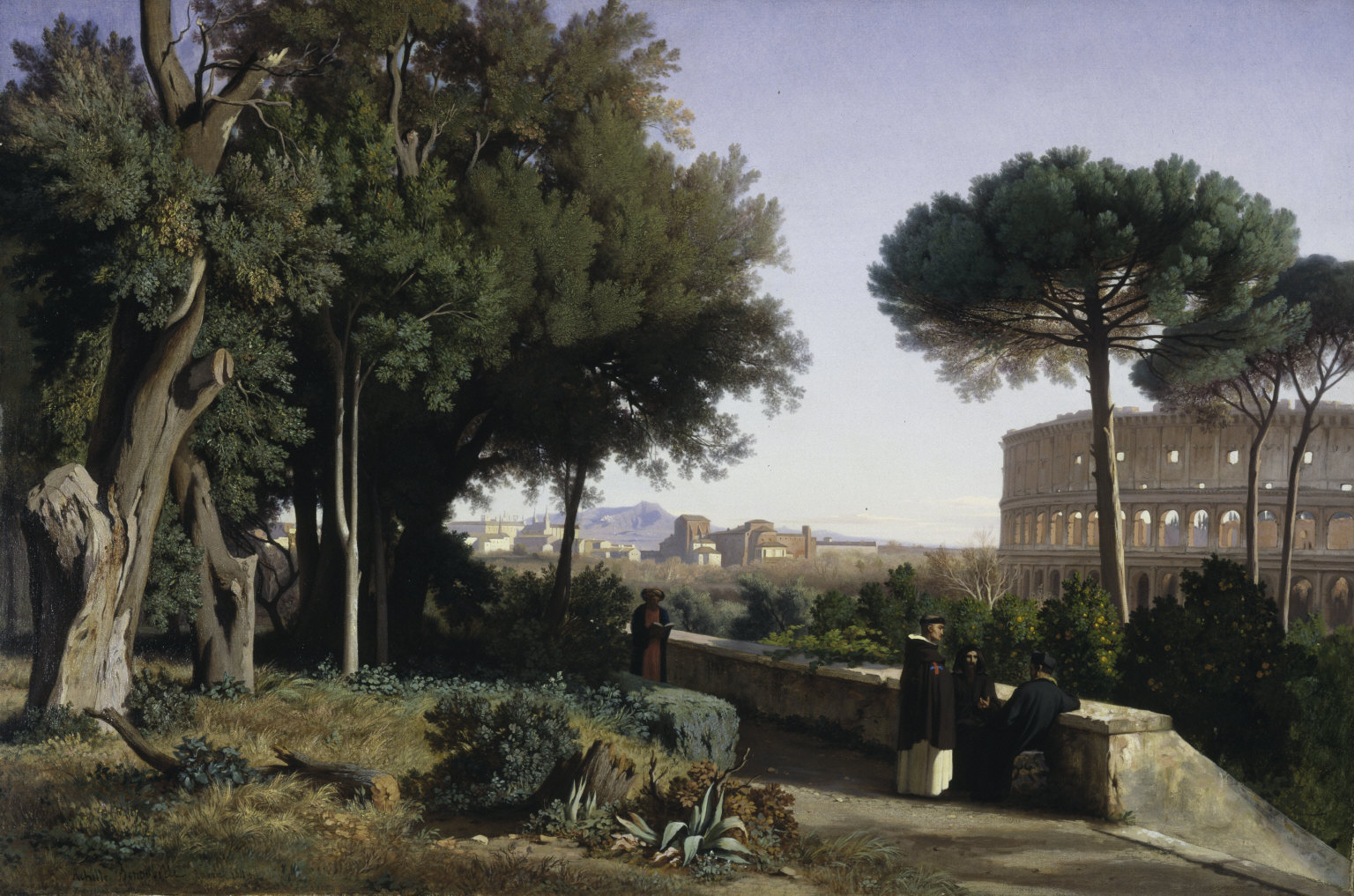
Widok na Koloseum z Palatynu